# Alely Hernández
Alely Hernández (4 marzo 1991) è una schermitrice messicana.

## Palmarès
In carriera ha conseguito i seguenti risultati:
- Giochi Panamericani:

Guadalajara 2011: bronzo nella spada a squadre.